# Carlos Saldías
Carlos Pascual Saldías (Buenos Aires, 25 febbraio 1939) è un ex calciatore argentino, di ruolo portiere.

## Palmarès

### Nazionale
- Giochi panamericani: 1

Argentina: Chicago 1959